# Sanierungsgebiet Wedding Brunnenstraße

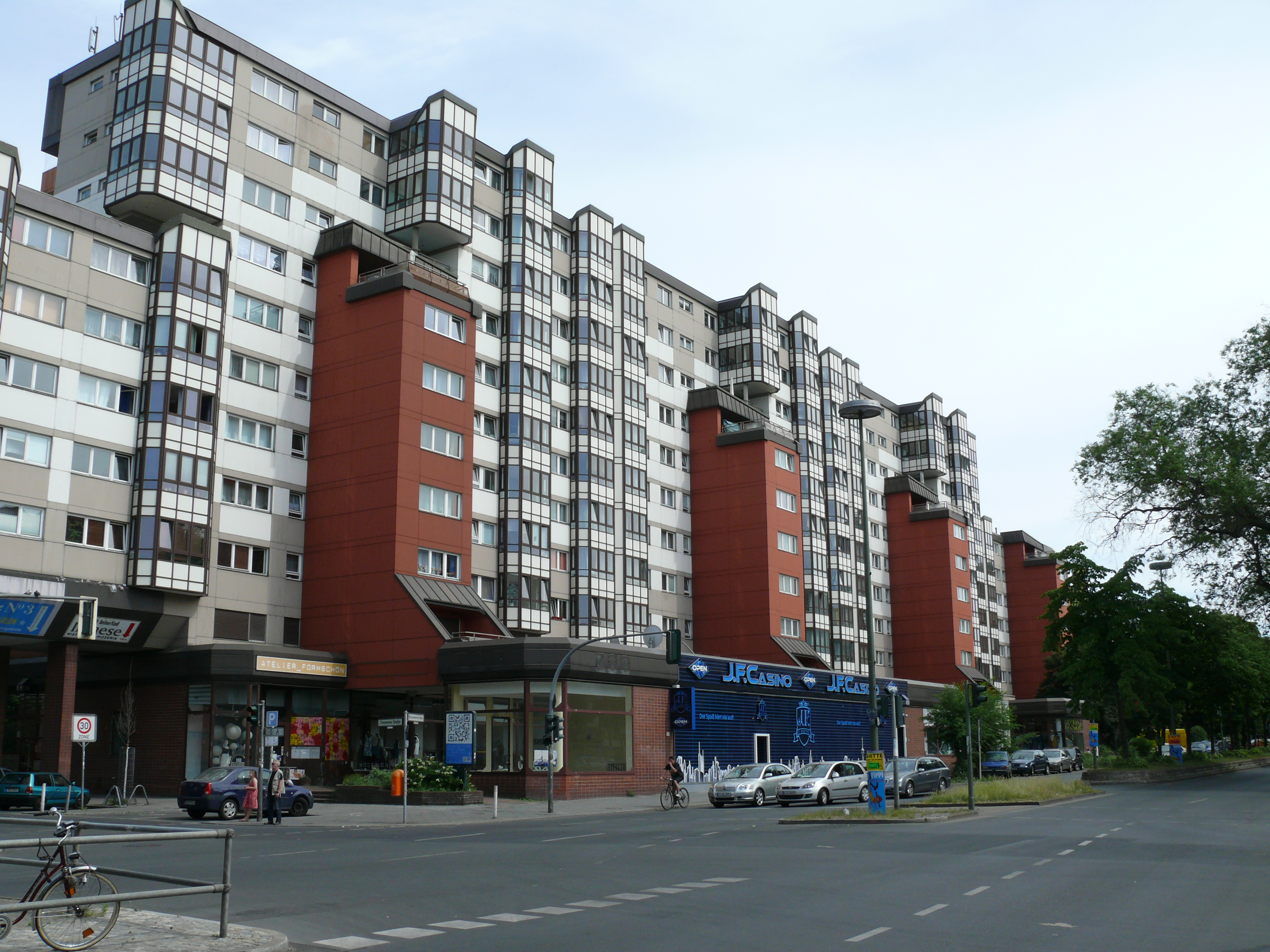
Neubau im Sanierungsgebiet

Das Sanierungsgebiet Wedding Brunnenstraße (SWB) war eine fast 30 Jahre währende städtebauliche Investition West-Berlins und ein wichtiger Teil der Stadterneuerung Berlins. Es gilt als eines der größten Gebiete mit Flächensanierung Deutschlands. Ziel war eine bewusste Steuerung der Stadtentwicklung in der heutigen Berliner Ortslage Brunnenviertel. Das Gebiet umfasste beim Start im Jahr 1963 rund 39.000 Bewohner in 14.700 Wohnungen auf 186 Hektar. Im Ergebnis wurde die Anzahl der Wohnungen um 6.300, die Anzahl der Bewohner um 17.800 reduziert.

## Lage

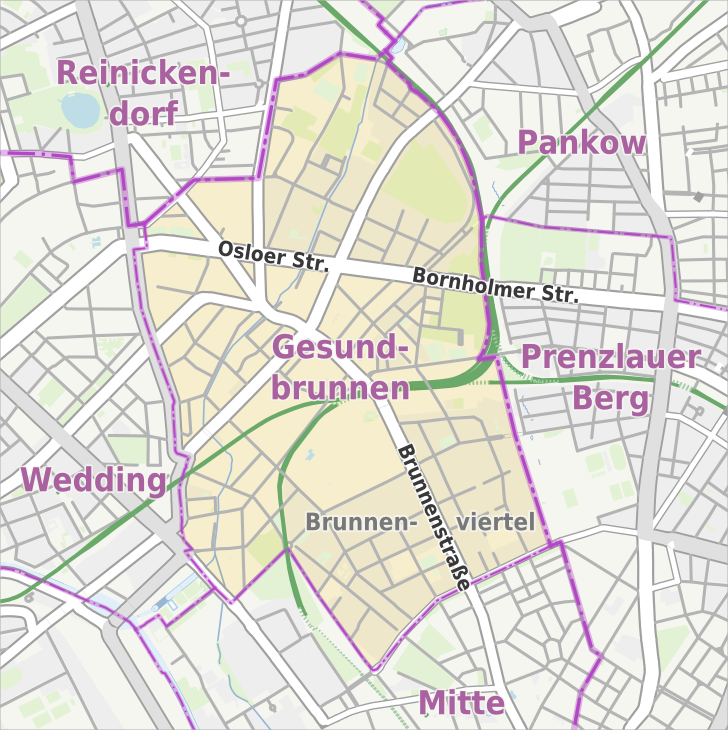
Der heutige Ortsteil Gesundbrunnen mit der Brunnenstraße

Das SWB umfasste den größten Teil des Brunnenviertels im Ortsteil Gesundbrunnen zu beiden Seiten der Brunnenstraße. In den 1960er Jahren lag das Gebiet im südlichen Teil des damaligen Bezirks Wedding, der bei der  Verwaltungsreform 2001 in dem Bezirk Mitte aufging. Damals war der Stadtteil von der Berliner Mauer an drei Seiten eingefasst und galt als Randlage. 
Vor dem Mauerbau am 13. August 1961 und seit der Grenzöffnung ab dem 9. November 1989 liegt die Ortslage wieder in der Innenstadt von Berlin. Trotz seiner Lage an der West-Berliner Peripherie wiesen die Planer auf die Nähe zum Alexanderplatz hin und berücksichtigten die Citynähe in ihren Entwürfen.
Die Fläche betrug 186 Hektar. Südlich wurde es von Bernauer Straße und im Osten vom Güterbahnhof der Nordbahn (heute: Mauerpark) begrenzt. Im Westen reichte es bis zur Gartenstraße. Die Bahnanlagen des Ortsteils Gesundbrunnen schließen die Fläche im Norden ab. 
Der Volkspark Humboldthain und die AEG-Werke Brunnenstraße gehörten nicht zum Sanierungsgebiet.

## Vorgeschichte

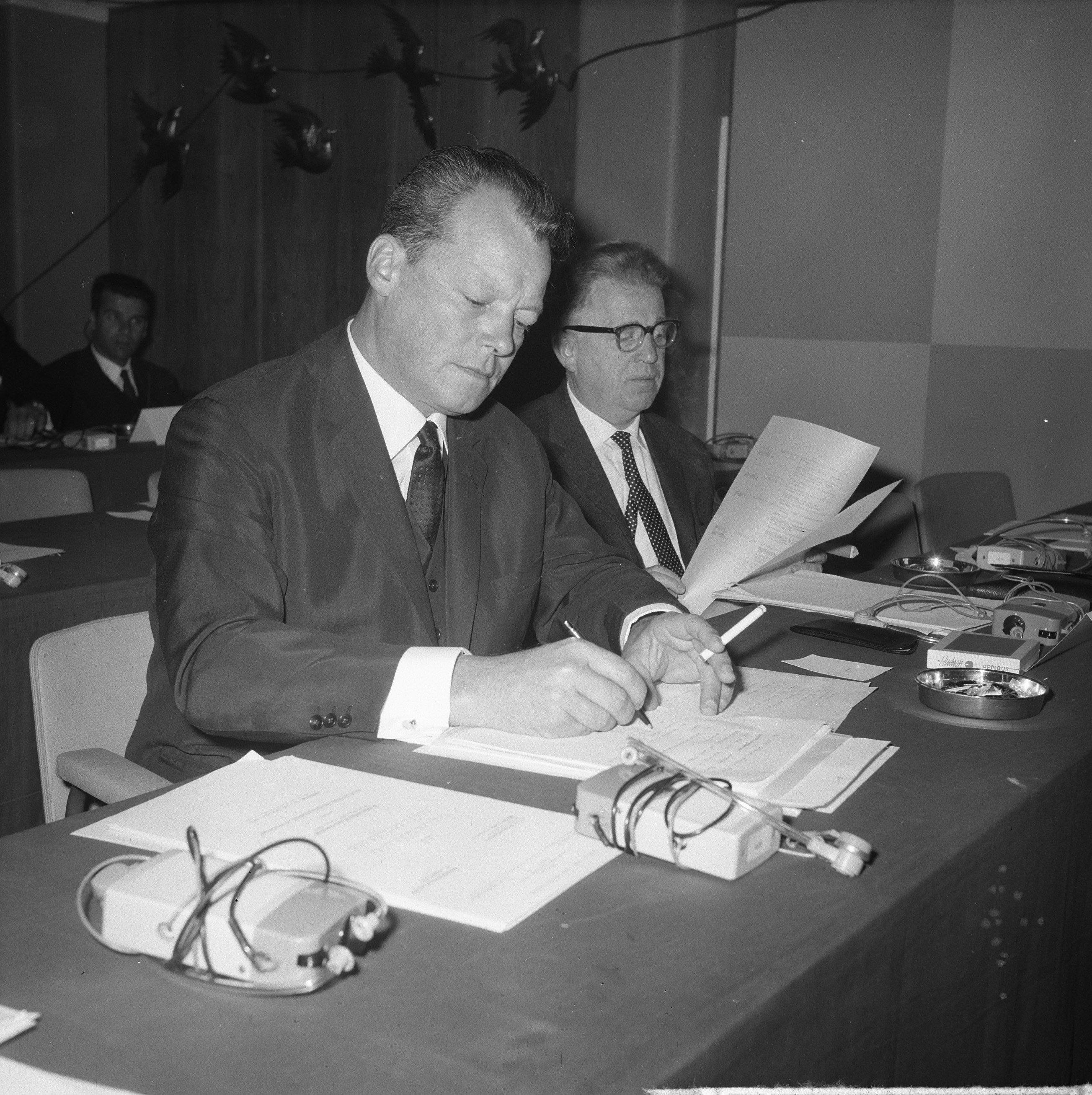
Willy Brandt im Jahr 1963; unter seiner Regierung wurde die Sanierung angestoßen

Nach dem Zweiten Weltkrieg musste zunächst die massive Wohnungsnot mit schnellen Instandsetzungen von Gebäuden und intensivem Neubau behoben werden. Doch bereits in den 1950er Jahren gab es Überlegungen, „nach der Normalisierung möglichst dem gegenwärtigen Stand des Städtebaus angepasste Verhältnisse“ zu schaffen. 1955 veröffentlichte der Weddinger Stadtrat Walter Nicklitz zusammen mit der Soziologin Ilse Balg die Unterlagen für die Vorbereitung eines Sanierungsgesetzes.
Im März 1963 wurde in West-Berlin vom damaligen Regierenden Bürgermeister Willy Brandt das 1. Stadterneuerungsprogramm beschlossen. Noch im selben Jahr forderte der Berliner Senat die damaligen elf Universitäts-Lehrstühle für Architektur und Städtebau auf, an einem Ideenwettbewerb teilzunehmen. „Keine der eingereichten Arbeiten ging auch nur ansatzweise von einer Erhaltung der vorhandenen Bebauungsstruktur aus.“ Die Siegeridee stammte von Fritz Eggeling von der Technischen Universität Berlin. 1964 wurde die von Fritz Eggeling gegründete Arbeitsgruppe für Stadtplanung (AGS) mit der Erstellung eines Generalkonzeptes beauftragt. Dieses lag 1966 vor.
Sichtbar war zu diesem Zeitpunkt bereits die als Demonstrativ-Bauvorhaben bezeichnete Ernst-Reuter-Siedlung (1954 fertiggestellt). Für den damaligen Bausenator Rolf Schwedler wurden bei dieser Siedlung organisatorische, finanzielle und rechtliche Erfahrungen für die „großen Sanierungsaufgaben der nächsten Jahre gesammelt“ (1958). Der anschließende Schritt zur Flächensanierung im Wedding und dort im SWB galt damals nur als ein erster Meilenstein für weitere Großsanierungen; Stadtplaner nannten das Gebiet „Sanierungslabor“.

## Sanierungsbeginn
Berlin entschied sich für das Unternehmerträgermodell. Nicht die öffentliche Hand sollte die vorhandenen Gebäude den Besitzern abkaufen und anschließend abreißen und die Flächen baufertig machen, sondern fünf große Wohnungsunternehmen. Dies waren städtische Unternehmen wie die Degewo, aber auch Genossenschaften wie der Vaterländische Bauverein. Eigens für Gewerbeflächen wurde 1965 die GSG gegründet. Der Aufkauf bedeutete einen Wechsel von Privateigentum an kleinen Parzellen (ein Haus) zum Eigentum an ganzen Blöcken und Straßenzügen. Die „umfassende Bodenordnung“ wurde positiv gesehen. Auf diese Weise konnten die Karrees zugunsten von größeren Höfen neu geordnet werden, Platz für Schul- und Sportanlagen geschaffen werden und der Spekulation wurde die Grundlage entzogen.
Die erste Phase der Sanierung bestand in der Umsiedlung der Anwohner. Die Mieter mussten ihre Häuser verlassen oder wurden mit Werbetouren aus ihren mangelhaften Wohnungen in Neubauten in anderen Stadtteilen gelockt. Zahlreiche Menschen zogen in die ersten Häuser des zeitgleich errichteten Märkischen Viertels und der Gropiusstadt.

## Probleme und Widerstand
Verglichen mit den von Protesten begleiteten Sanierungsmaßnahmen in anderen Ortsteilen, vor allem in Kreuzberg, verliefen Abriss und Neubau im Wedding ohne größere Unruhen. Dokumentarfilme auf YouTube aus den 1970er Jahren belegen aber auch hier einen aktiven Widerstand gegen das später als „Kahlschlagsanierung“ kritisierte Vorgehen. 1973 besetzten Jugendliche einen Jugendklub in einem Abrisshaus, um den Erhalt ihres Treffs durchzusetzen. Hardt-Waltherr Hämer, Vordenker der Behutsamen Stadterneuerung, engagierte sich bei der Modellsanierung Putbusser Straße und konnte 1968 zeigen, dass Altbausanierung nicht teurer als Neubau sein musste.
Behindert wurde die Durchführung des Projekts auch durch Umsetzungsprobleme. Einerseits hatten die großen Wohnungsbaugesellschaften bis 1968 bereits 43 Prozent aller benötigten Grundstücke erworben. Doch es gab auch Eigentümer, die sich weigerten, ihre Immobilien zu verkaufen. Deshalb gelangte das Gebiet wegen seiner Abrisshäuser zunächst zu trauriger Berühmtheit. Der Termin für den Baustart mehrerer Blöcke verschob sich, große Freiflächen und Ruinen dominierten viele Jahre das Bild des Stadtteils. Die ersten Wohnblöcke entstanden erst Anfang der 1970er Jahre. Ursprünglich hatte man erwartet, das gesamte Projekt würde 10–15 Jahre benötigen – also spätestens 1978 komplett fertig sein.

## Bauphase
„Der Zeitraum von 1972 bis 1983 bildete den Schwerpunkt der baulichen Erneuerung, die im Abriss und Wohnungsneubau ihre Spitzenwerte zu Beginn der achtziger Jahre erreichte.“ Formal abgeschlossen wurde das Sanierungsprogramm 1990.

## Ergebnis

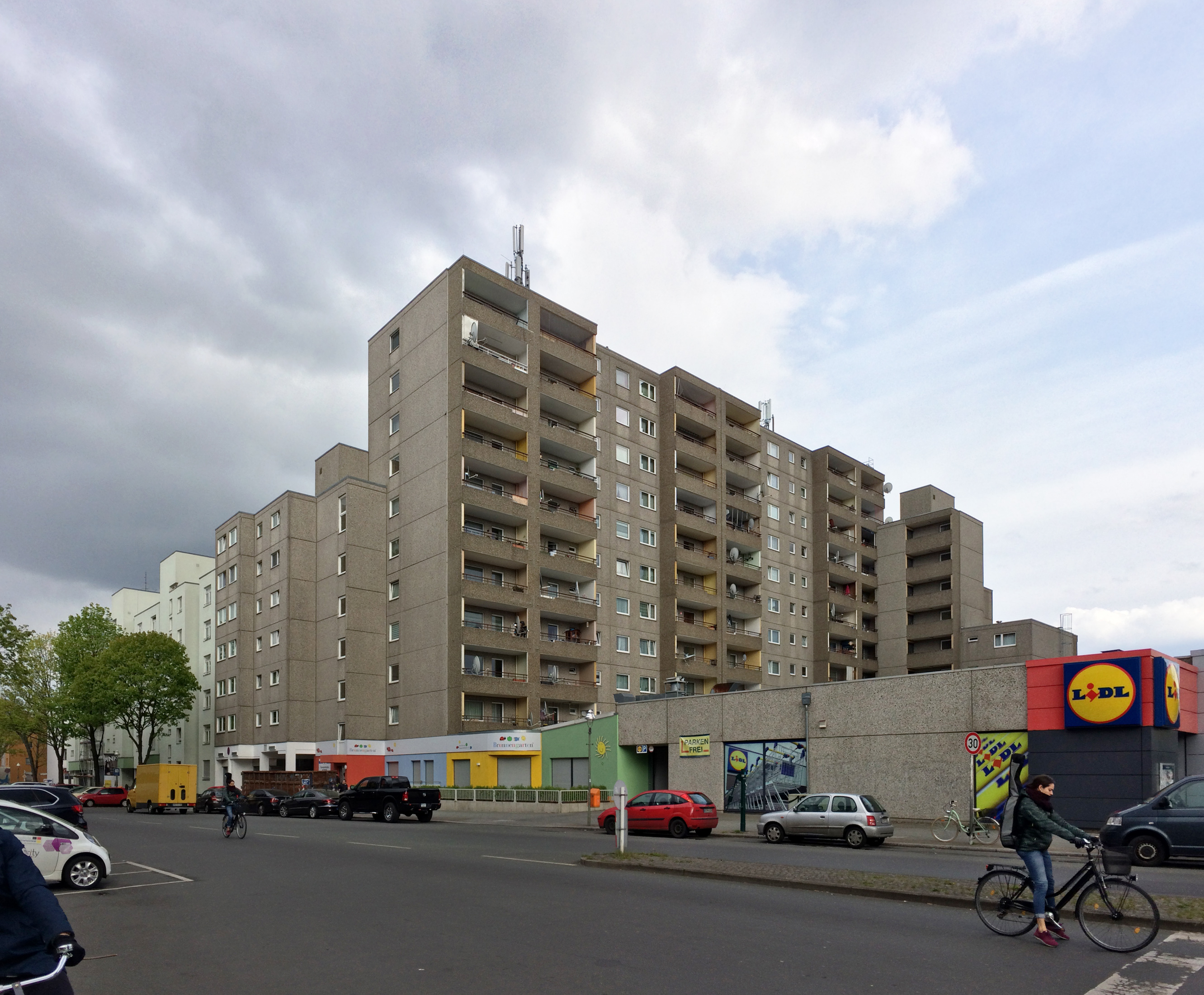
Eines der neuen Gebäude im Sanierungsgebiet von Werner Düttmann

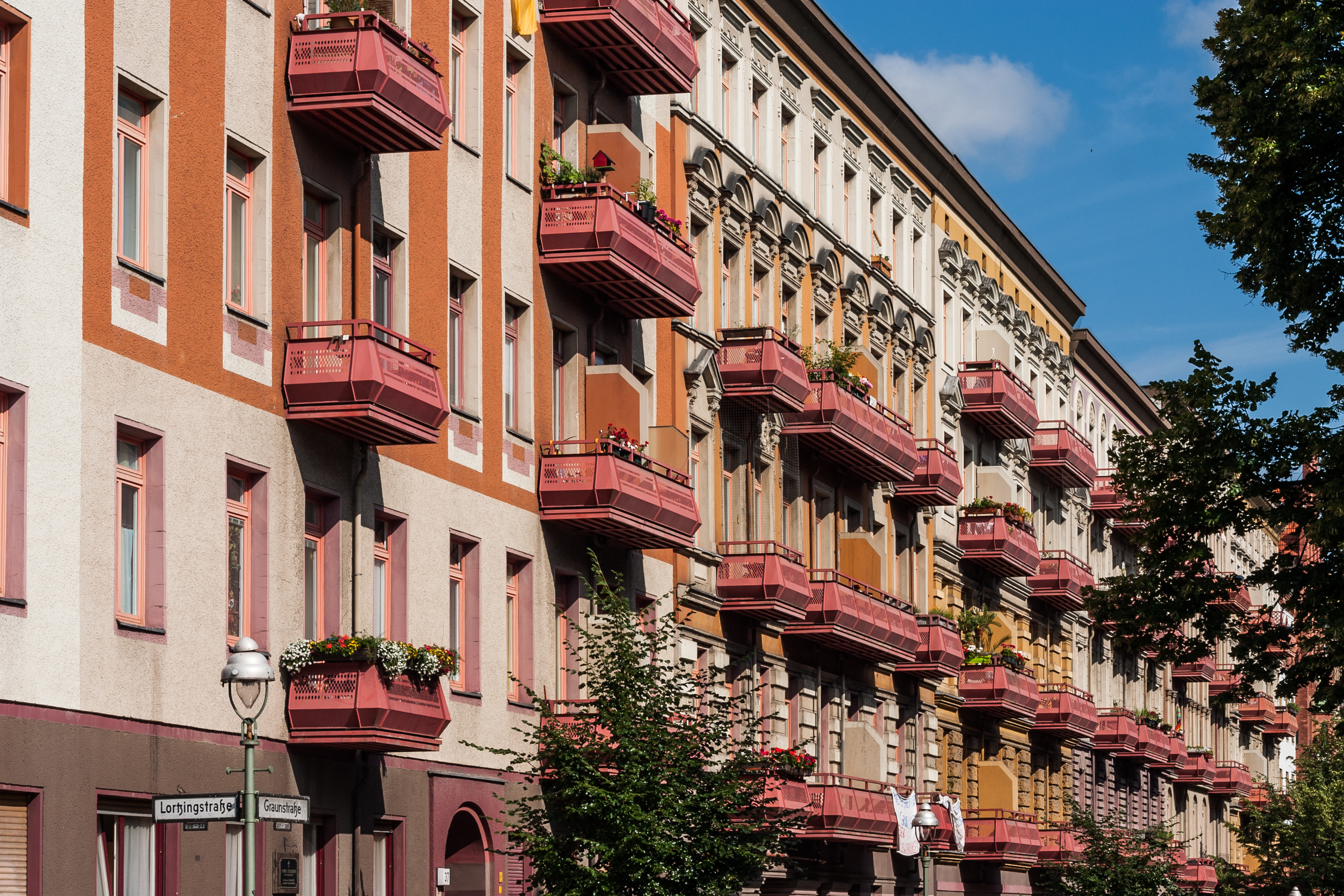
Erhaltener und renovierter Gebäudekomplex in der Graunstraße

Die Zahl der Wohnungen nahm nach 30 Jahren Sanierung im gesamten Brunnenviertel von 15.500 auf 9.200 ab. Gleichzeitig entstand eine größere Anzahl von Wohnungen mit mehr Zimmern als vorher. Die bebaute Fläche blieb zwar gleich, die Wohngeschossfläche nahm aber um 15 Prozent ab. Die Einwohnerzahl sank von 39.000 auf 21.200. Das Ziel der „Entdichtung“ wurde erreicht.
Umstritten ist das Ergebnis beim gefühlten Erfolg abseits trockener Zahlen. Kritiker verweisen auf den Verlust der Altbauten und auf den hohen Anteil von Menschen, die staatliche Unterstützungen brauchen (Stichwort: fehlende Mischung). 